# 高俊明
高俊明（1929年6月6日—2019年2月14日），臺灣牧師，臺南人。畢業於臺南神學院，肄業於英國雪梨奧克學院。1957年至1970年之間擔任玉山神學院院長，1970年當選為臺灣長老教會總幹事，任內帶領長老教會發表人權宣言，並因美麗島事件時協助施明德逃亡而被捕入獄。2000年出任陳水扁政府時期總統府資政與總統府國策顧問，2019年1月，曾與彭明敏、吳澧培、李遠哲等「臺獨四大天王」，以公開信勸戒蔡英文不要連任總統。

## 家族
高俊明祖父高長為第一代臺灣人基督徒，在馬雅各來臺宣教時，高長即成為馬雅各之管家並受洗。父親高再得醫生為高長三子，母親侯青蓮曾任長榮女中董事長，大女婿戴明雄（Sakinu Tepiq 撒依努·得別格）現為新香蘭長老教會牧師，小女婿劉錦昌牧師為劉俊臣牧師曾孫。

## 生平

### 早年
高俊明母親侯青蓮是蔡培火元配吳足表姊，蔡培火為高俊明表姨丈。高俊明10歲時，蔡培火帶其赴日本青山學院就讀。

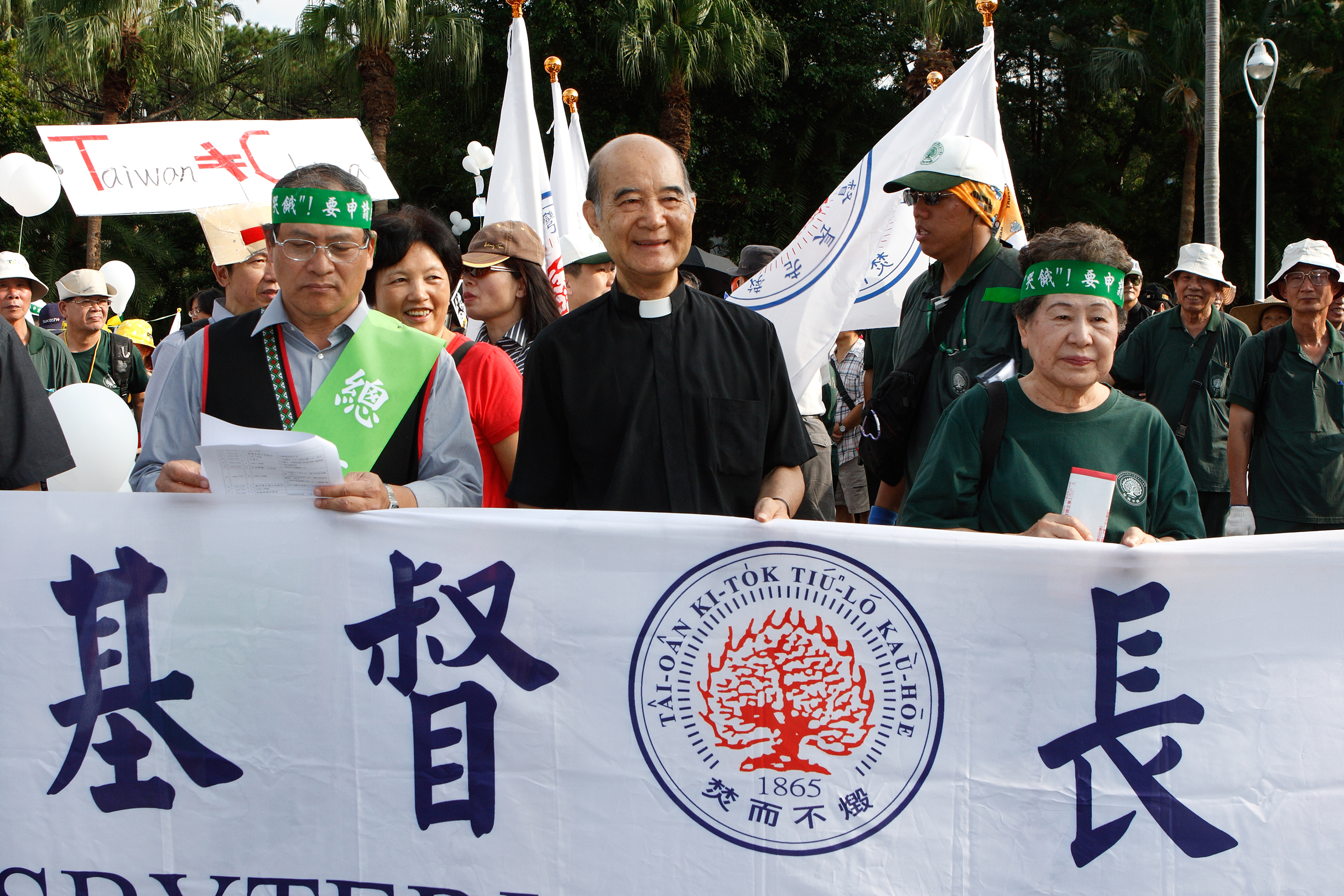
高俊明（中）與妻子高李麗珍（右）參加1025反黑心顧臺灣大遊行

### 長老教會發表「人權宣言」 槓上國民黨
1970年至1989年之間擔任臺灣基督長老教會總會總幹事。1977年8月16日，長老教會發表「人權宣言」，籲請國民黨政府「使台灣成為一個新而獨立的國家」，引起震撼。國民黨執政當局對此除了監控教會外，並持續進行滲透、收買，在教會製造分裂。

### 美麗島事件後協助施明德逃亡被捕
1979年美麗島事件發生後，國民黨當局展開大逮捕，高俊明因為幫助施明德逃亡，而在1980年4月24日晚上，被以「涉嫌藏匿逃犯」罪名逮捕，並且取走了高俊明共三十本筆記本（多為講道稿）、雜誌二十九本、文件六袋及錄音帶一卷。高俊明被捕之後，根據台灣教會公報的報導，台南市區長老教會在得知總會總幹事高俊明被捕之後，在太平境教會為高俊明舉行祈禱活動。同時也有嘉義市各教會、四區（二林區、溪湖區、社會團契、員林區）彰化中會、台南神學院在為高俊明被捕祈禱。台北地區則首次在雙連基督長老教會舉辦祈禱會，隨即由台北地區教會的牧長與會友組成台灣基督長老教會北區聯合祈禱會，每週一次為高俊明牧師以及美麗島事件受刑人祈禱。
1980年5月中旬，高俊明等十人被控藏匿叛徒，台灣警備總司令部軍事法庭公開審理。審理過程中，高俊明承認藏匿或協助施明德逃亡，但並不知其為逃犯，基於基督徒的愛心給予幫助。但是軍事檢察官對於高俊明的說法提出反駁，他認為警備總部通緝施明德的消息已透過電視連日播報，被告辯稱不知道，顯然不足信，所謂基督徒的「愛心」也不能違背法律。
1980年6月5日，台灣警備總司令部宣布，高俊明等十名被告藏匿叛亂犯施明德案，軍事法庭已經初審判決，其中高俊明與許晴富因「共同藏匿叛亂犯」被處以有期徒刑七年，並褫奪公權五年，財產全部沒收。並於1980年至1984年之間入獄。由於高的台灣基督教代表人物身分，引起羅馬天主教聖座關注，教宗聖若望保祿二世更曾派駐臺特使探監。在獄中所寫的詩詞《莿帕互火燒》在2006年獲得第17屆金曲獎傳統暨藝術音樂作品類最佳作詞人。1984年8月出獄。

### 出獄後
1989年擔任臺灣基督長老教會松年大學校長，2000年陳水扁總統任期中先後擔任中華民國總統府國策顧問與中華民國總統府資政。
2006年，高俊明在百萬人民倒扁運動風潮中支持陳水扁。他呼籲，「疼惜臺灣」的人要全力相挺陳水扁及吳淑珍。為此遭施明德攻擊其「吃人嘴軟、拿人手短」。
2012年12月20日，高俊明獲臺南市政府頒與「卓越市民」榮譽，市長賴清德親自前往家中頒發，稱其為「臺灣的人格者」。推崇高為臺灣堅持追求民主的精神，為社會熱衷公義的心以及倡導美滿家庭的信念，值得各界學習。

### 反同性婚姻
高俊明認為婚姻是一夫一妻，不要打壞這個好的習慣，並勸民進黨不要急著立法，立法也不是那麼簡單。高俊明還向蔡英文總統說，同婚是關切到「人」的事情，若打破習慣不好。
2013年11月15日，高俊明拜會王金平並公開反對同性婚姻，並以「性道德敗壞是羅馬帝國衰亡的主因」，強調同志婚姻若通過將對臺灣帶來深遠影響，導致家庭制度崩盤，國家逐漸走向滅亡。
2016年婉拒出任總統蔡英文任內的中華民國總統府資政；2018年蔡英文總統談到台灣同性婚姻時曾說，婚姻平權在台灣還有很多不同聲音「一向非常尊敬且對台灣有深摰情感的前輩都還不能認同」，事後證實該名前輩就是高俊明；2019年1月與臺灣獨派大老吳澧培、彭明敏與李遠哲共同公開登報呼籲蔡英文總統交出行政權、放棄連任。

### 病逝
於2019年2月14日傍晚因病與世長辭，享壽89歲。

## 褒揚令
2019年2月22日下午舉行告別追思會，副總統陳建仁、總統府秘書長陳菊及前總統陳水扁等人到場，陳建仁並代表總統蔡英文頒發褒揚令，褒揚令全文如下:

總統府前資政、臺灣基督長老教會牧師高俊明，依仁好善，瑋奇高朗。少歲家境殷實，克承祖輩，遄入臺南神學院；率身撒播福音，篤愛益人，開啟巡迴原鄉部落之宣道歲月。嗣接掌玉山神學院，克服經費籌措困窘，亟力校舍重整建置；豐厚神學宏旨內涵，賡傳淑世博施教義，夕寐宵興，措置攸宜；榮神惠眾，德洋恩普。尤以任職臺灣基督長老教會期間，推展母語文化保存，暢申幸福家庭意念；悉心政治犯援助關懷，眷注社會弱勢族群；闓闡自由人權信仰，深化民主運動要諦，支策據梧，洞若觀火；躬蹈踐修，誕敷聖教。平素勤於筆耕，攄思運情，著有《獄中書簡》、《瞑想的森林》、《高俊明回憶錄：磨難苦杯下的信仰與實踐》等書，志趣胸臆，時長不遷。曾獲頒臺南市「卓越市民」殊譽。綜其生平，奉行公理－映現人道主義精蘊，守護臺灣－盡瘁邦國體制匡維，儀型聲采，蓬島芳流。遽聞蒙主寵召，曷極軫悼，應予明令褒揚，用示政府崇念耆宿之至意。

總　　　統　蔡英文　　　　
行政院院長　蘇貞昌　　　　

## 著作
- 《獄中書簡》，臺南市：人光出版社，1983年。
- 《瞑想的森林—高俊明詩集》，臺南市：人光出版社，1989年。
- 《サボテンと毛虫 高俊明詩集》，東京都：教文館（日语：教文館），1995年。ISBN 978-476-4299-17-7
- 《冥想的森林》，臺南市：人光出版社，2001年。ISBN 978-957-0358-73-4
- 《十字架之路：高俊明牧師回憶錄》，臺北市：望春風文化，2001年。ISBN 978-957-3045-70-0
- 《高俊明回憶錄：磨難苦杯下的信仰與實踐》，臺北市：前衛出版社，2017年。ISBN 978-957-80181-2-9